# Vilshoven
Vilshoven ist ein Ortsteil von Marialinden in der Stadt Overath im Rheinisch-Bergischen Kreis in Nordrhein-Westfalen, Deutschland.

## Lage und Beschreibung
Vilshoven ist ein vornehmlich landwirtschaftlich genutzter Ortsteil längs der Landesstraße 312, die Overath mit Much verbindet. Die nächsten Orte sind Hardt, Kirschbaum, Meegen, Blindenaaf, Blindenaafermühle und Halzemich – alles Feuchtgebiete, in denen seltene Tiere und Pflanzen leben. Naturräumlich gehört die Gegend zum Marialinder Riedelland.

## Geschichte
Bereits im 13. Jahrhundert fand sich hier ein Lehnshof unterhalb der alten Höhenstraße (Marialinden–Siegburg), bezeichnet mit Vogilshoue (Vogelshof).
Die Topographia Ducatus Montani des Erich Philipp Ploennies, Blatt Amt Steinbach, belegt, dass der Wohnplatz bereits 1715 drei Hofstellen besaß, die als Felshofen beschriftet sind. Carl Friedrich von Wiebeking benennt die Hofschaft auf seiner Charte des Herzogthums Berg 1789 als Felshofen. Aus ihr geht hervor, dass der Ort zu dieser Zeit Teil der Honschaft Burg im Kirchspiel Overath war.
Der Ort ist auf der Topographischen Aufnahme der Rheinlande von 1817 als Filshofen verzeichnet. Die Preußische Uraufnahme von 1845 zeigt den Wohnplatz unter dem Namen Vilshoven. Ab der Preußischen Neuaufnahme von 1896 ist der Ort auf Messtischblättern regelmäßig als Vilshoven verzeichnet.
1822 lebten 20 Menschen im als Hof kategorisierten Ort, der nach dem Zusammenbruch der napoleonischen Administration und deren Ablösung zur Bürgermeisterei Overath im Kreis Mülheim am Rhein gehörte. Für das Jahr 1830 werden für den als Vilshoven bezeichneten Ort 23 Einwohner angegeben. Der 1845 laut der Uebersicht des Regierungs-Bezirks Cöln als Vilshoven kategorisierte Ort besaß zu dieser Zeit sechs Wohngebäude mit 28 Einwohnern, alle katholischen Bekenntnisses. Die Gemeinde- und Gutbezirksstatistik der Rheinprovinz führt Vilshoven 1871 mit fünf Wohnhäusern und 28 Einwohnern auf. Im Gemeindelexikon für die Provinz Rheinland von 1888 werden für Vilshoven sechs Wohnhäuser mit 27 Einwohnern angegeben. 1895 besitzt der Ort fünf Wohnhäuser mit 26 Einwohnern und gehörte konfessionell zum katholischen Kirchspiel Marialinden, 1905 werden sechs Wohnhäuser und 32 Einwohner angegeben.

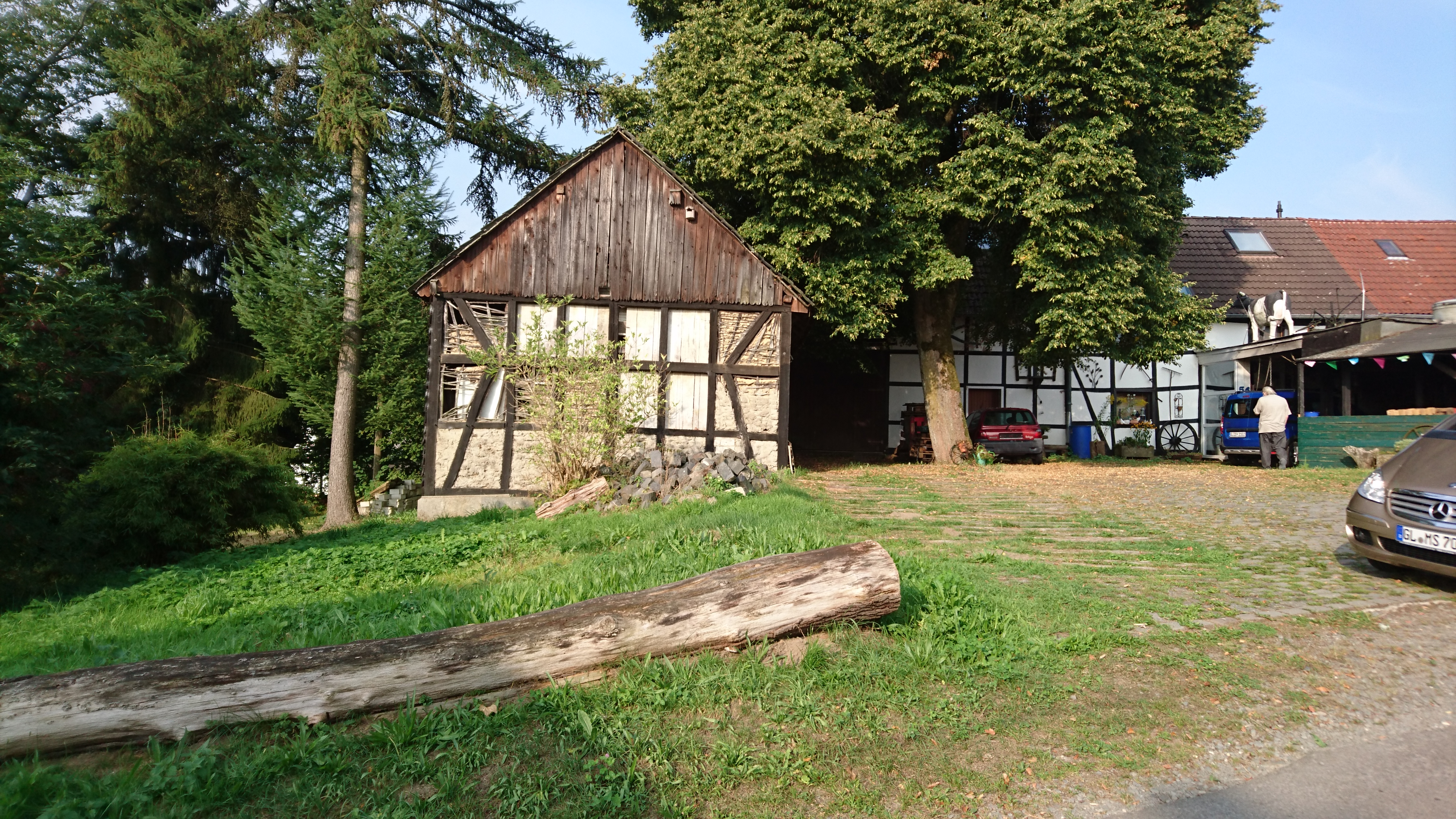
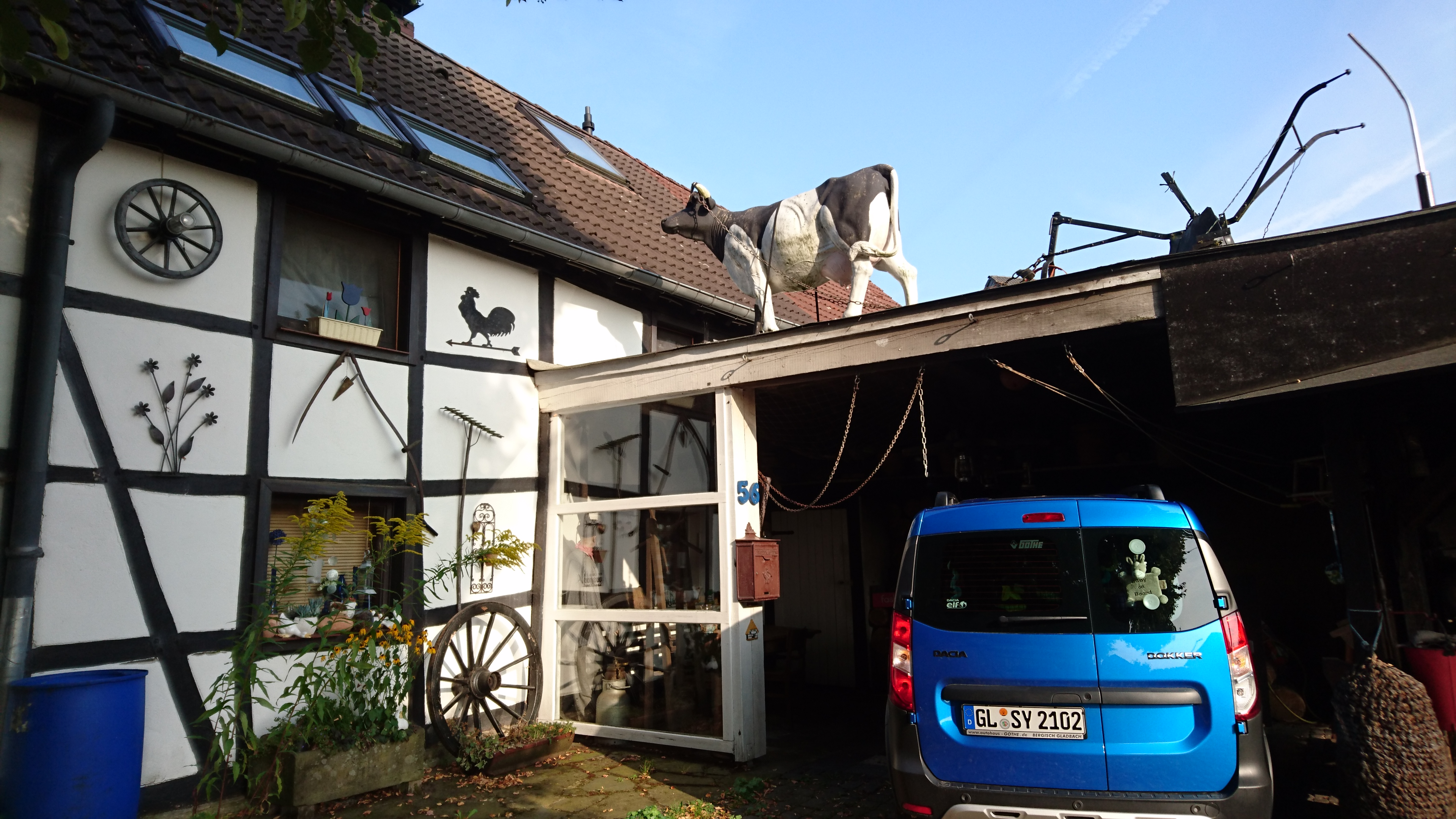
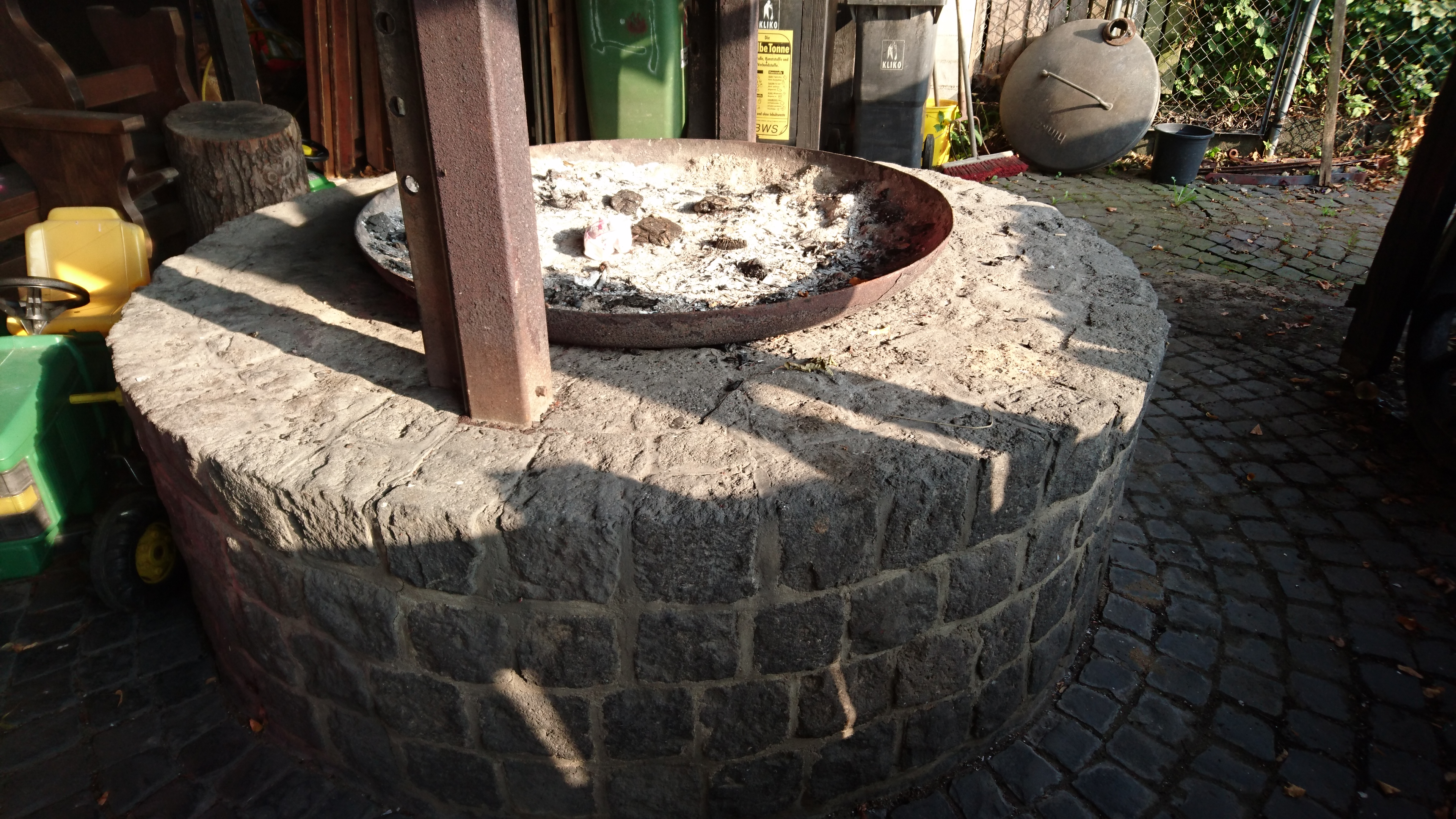
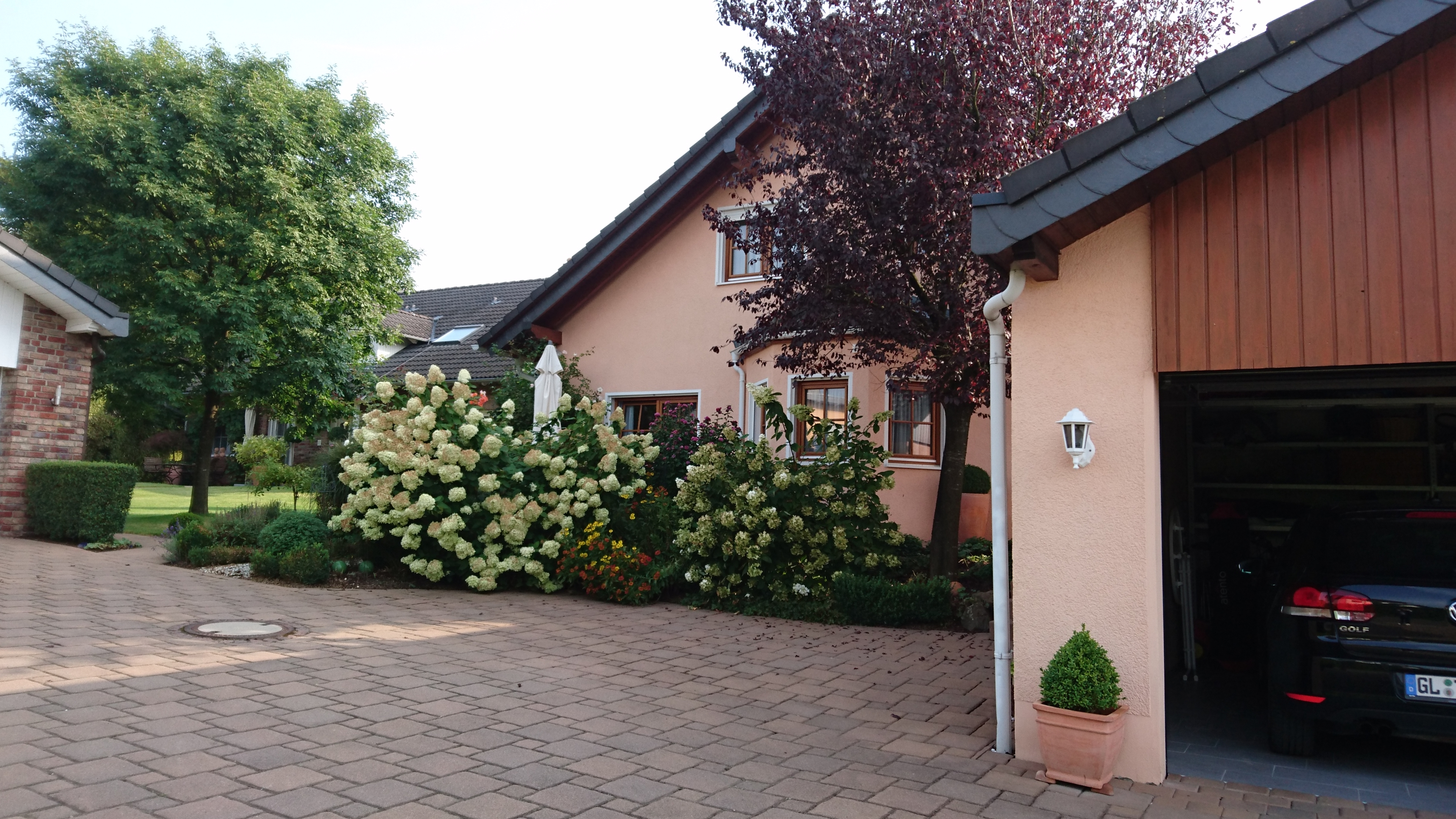